# Mord bazylianów w Połocku

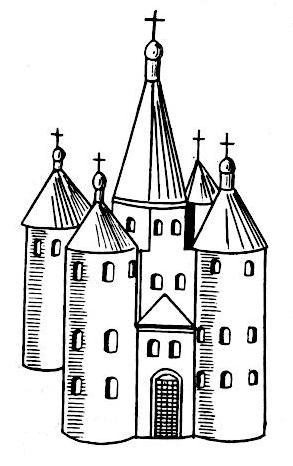
Sofia Połocka, rysunek Stanisława Połochowickiego z 1579

Mord bazylianów w Połocku miał miejsce 11 lipca 1705, w okresie III wojny północnej (1700–1721). Wydarzenie zostało odnotowane w Kronice Witebskiej (pisownia oryginalna): 

Roku 1705. Car przypłynoł do Łukiszek y czwartym dniem popłynoł do Połocka. Eodem anno, mense Iulli 11 die in ecclesia S. Sofiae ipse occidit 4 basilianos in Polocia y wsadził w Połocku komendanta. Iak to było, tak y ja przepisałem tu.

## Opis zdarzenia
Dziewiętnastowieczny historyk Franciszek Henryk Duchiński wydał w 1863 w Paryżu monografię, poświęconą rzezi bazylianów, pod tytułem Historia o pozabiianiu Bazilianów w połockiey cerkwi przez cara moskiewskiego, etc. w roku 1705tym dnia 30 junia starego. 
Według źródeł przytaczanych przez Duchińskiego, pijany car Piotr I wtargnął z żołnierzami do unickiej katedry Mądrości Bożej w Połocku, gdzie przechowywane były relikwie świętego Jozafata Kuncewicza. Piotr I zażądał od przełożonego klasztoru kluczy od tabernakulum, a gdy ten odmówił, własnoręcznie zamordował przeora; czterech pozostałych zakonników rozkazał utopić w nurtach rzeki Dźwiny. Car naigrawając się z obrazów świętego próbował sprofanować relikwie, następnie kazał wyrwać drzwiczki od tabernakulum, rozsypał na posadzkę Najświętszy Sakrament i podeptał. 
Wydarzenie to odbiło się szerokim echem wśród ludności wschodnich ziem Rzeczypospolitej, a duchowieństwo unickie w obawie przed nadciągającą armią rosyjską było zmuszone do opuszczenia Połocka.
Katedra Mądrości Bożej z rozkazu Piotra I została zamieniona na magazyn amunicji i prochu. Kilka lat później, podczas eksplozji, pochodzący prawie w całości z XI wieku gmach świątyni uległ zniszczeniu. W latach 1748–1765 unici zbudowali nową świątynię według projektu Jana Krzysztofa Glaubitza, wykorzystując nieliczne zachowane resztki dawnego kościoła.